# Rivière Barou
Pour les articles homonymes, voir Barou.
La rivière Barou est un affluent de la rive Nord de la rivière Tichégami, coulant dans la municipalité de Eeyou Istchee Baie-James, dans la région administrative du Nord-du-Québec, au Québec, au Canada.
La vallée de la rivière Tichégami est desservie indirectement par la route 167 venant de Chibougamau,se dirigeant vers le nord-est), et qui passe à une quarantaine de kilomètres à l'est de l'embouchure de la rivière Barou. En se dirigeant vers le nord, cette route longe la rive sud-est du lac Waconichi, la partie est des lacs Mistassini et Albanel, puis remonte le cours de la partie supérieure de la rivière Takwa jusqu'à la rivière Tichégami.

## Géographie
Les bassins versants voisins de la rivière Barou sont:
- côté nord: rivière Eastmain, lac Cadieux;
- côté est: rivière Tichégami, lac Barou, rivière Toco, rivière Témis;
- côté sud: rivière Tichégami, rivière Mémeshquasati, rivière Pépeshquasati, rivière Chéno, ruisseau Holton, rivière Neilson, lac Mistassini;
- côté ouest: rivière Eastmain, rivière Cauouatstacau[2].

La rivière Barou prend sa source du lac Barou (altitude: 540 m, comportant trois petites îles) dont l'embouchure est située au nord-est de l'embouchure de la rivière Barou, au nord du lac Mistassini, au sud-est du réservoir LG-4, au nord de Chibougamau).
À partir de l'embouchure du lac Barou, le courant de la rivière Barou coule sur environ 50 km, selon les segments suivants:
- vers le nord-ouest, jusqu'à la décharge d'un ensemble de lacs non identifiés venant du nord ;
- vers le sud-ouest, jusqu'à la décharge d'un ensemble de lacs non identifiés venant du nord, puis jusqu'à la décharge d'un ensemble de lacs non identifiés venant de l'ouest et jusqu'à la décharge d'un ensemble de lacs non identifiés venant du nord-ouest ;
- vers le sud jusqu'à l'embouchure de la rivière Barou[2].

La confluence de rivière Barou avec la rivière Tichégami est située au Nord du lac Mistassini, au nord-est des réservoirs de la Paix des Braves et réservoir Opinaca, au nord de Chibougamau.
La rivière Barou se déverse dans un coude de rivière sur la rive droite de la rivière Tichégami en amont du lac Baudeau. À partir de ce lac, le courant coule généralement vers l'ouest en empruntant le cours de la rivière Tichégami, puis en suivant le cours de la rivière Eastmain notamment en traversant les réservoirs Eastmain et Opinaca, jusqu'à la rive est de la baie James.

## Toponymie
Le nom de la rivière Barou, qu'il partage avec sa source le lac Barou, rappelle Joseph Barou (1839-1918), oblat missionnaire dans la région de l'Outaouais, de 1868 à 1887 et à Mashteuiatsh, de 1891 à 1918.
Le toponyme « rivière Barou » a été officialisé le 5 avril 1984 à la Banque des noms de lieux de la Commission de toponymie du Québec.